# Rationalisierungskartell
Ein Rationalisierungskartell ist ein Wirtschaftskartell, das bei den teilnehmenden Unternehmen zu Rationalisierungen führen soll, um Kostensenkungen zu erreichen.

## Allgemeines
Rationalisierungen, etwa durch Rationalisierungsinvestitionen, sind eigentlich die Aufgabe eines einzelnen Unternehmens. Hierdurch kann es Wettbewerbsvorteile gegenüber der Konkurrenz erlangen. Schließen sich jedoch mehrere Unternehmen zusammen oder stimmen sich gemeinsam ab, kann hierin eine Wettbewerbsbeschränkung liegen. Beispielsweise können betriebliche Funktionen wie eine gemeinsame Beschaffung, gemeinsamer Vertrieb oder gemeinschaftliche Verwaltung hierunter fallen.
Diese Kartellform gilt als – zumindest potentiell – volkswirtschaftlich nützlich, wenn die durch das Kartell erreichte Rationalisierung so groß ist, dass sie die mit dem Kartell verbundene Wettbewerbsbeschränkung überwiegt.

## Geschichte
Der Begriff des Rationalisierungskartells kam Anfang der 1950er Jahre anlässlich der Diskussion über das neue, westdeutsche Kartellrecht (GWB) auf. Bereits seit den 1890er Jahren waren allerdings von Seiten der älteren wissenschaftlichen Kartelllehre vielfältige Rationalisierungseffekte durch enger konstruierte Kartelle, insbesondere durch industrielle Syndikate festgestellt worden, und seit den 1920er Jahren wurden verstärkt die besonderen „Rationalisierungsmaßnahmen“ etlicher Industriekartelle registriert, welche zur Normierung, Typisierung, Spezialisierung der Produktion führten.

## Regelungen im GWB bis 2005
Ein Rationalisierungskartell war im deutschen GWB der Fassungen bis 2005 eine organisatorische Konstellation zwischen Unternehmern, die wegen ihrer positiven Auswirkungen auf den Markt nach den §§ 2, 3 und 5 GWB a. F. genehmigt werden konnte.
Mit einem Kartell vereinbaren zwei oder mehr miteinander konkurrierende Unternehmen ganz allgemein Maßnahmen, die den Wettbewerb zwischen ihnen (teilweise) beschränken und die deshalb zunächst unter das allgemeine Kartellverbot des § 1 GWB fallen.
Gegenüber dem für die Kunden, also die andere Marktseite schädlichen monopolistischen Kartell zeichnet sich das Rationalisierungskartell dadurch aus, dass es die Leistungsfähigkeit oder Wirtschaftlichkeit der beteiligten Unternehmen verbessert (z. B. in technischer, betriebswirtschaftlicher oder organisatorischer Beziehung) und dadurch Vorteile auch für den Verbraucher ermöglicht.
Ein Rationalisierungskartell konnte deshalb nach § 5 GWB a. F. auf Antrag vom allgemeinen Kartellverbot freigestellt werden (Verbot mit Erlaubnisvorbehalt). Dies setzte voraus, dass der „Rationalisierungserfolg ... in einem angemessenen Verhältnis zu der damit verbundenen Wettbewerbsbeschränkung“ steht und keine marktbeherrschende Stellung entsteht oder verstärkt wird (§ 5 Abs. 3 GWB a. F.). Dabei waren Preisabsprachen oder gemeinsame Vertriebs- oder Beschaffungseinrichtungen nur zulässig, wenn der Rationalisierungszweck auf eine andere Weise nicht erreicht werden konnte.
Separat geregelt waren die Unterfälle:
- des Normen- und Typen-Kartells (§ 2 Abs. 1 GWB a. F.), mit dem Unternehmen vereinbaren, nur nach einheitlichen Normen oder 
Typen(-Klassen) zu produzieren;
- des Konditionenkartells (§ 2 Abs. 2 GWB a. F.), mit dem Unternehmen einheitliche Geschäftsbedingungen vereinbaren;
- des Spezialisierungskartells (§ 3 GWB a. F.), mit dem Unternehmen die verschiedenen Typen einer Produktgruppe untereinander aufteilen (z. B. leichte Lkw – schwere Lkw).

## Heutige Regelung im GWB
Mit der Neuregelung des GBW aus dem Jahre 2005 sind die §§ 2 und 3 GWB a. F. geändert worden und die §§ 4 bis 18 GWB a. F. weggefallen, womit auch die besonderen Regelungen über Rationalisierungskartelle entfielen. Allerdings bietet § 2 Abs. 1 GWB nach wie vor eine Möglichkeit, „nützliche“ Kartelle zu genehmigen. Rationalisierungskartelle sind geeignet, unter die vorliegende Pauschalbestimmung zu passen.
Durch die Generalklausel des § 1 GWB ist beim generellen Kartellverbot eine Unterscheidung zwischen einzelnen Kartellarten überflüssig. Normen-, Typen- oder Konditionenkartelle haben regelmäßig Auswirkungen, die über den lokalen und regionalen Bereich hinausgehen. Sie sind daher geeignet, den zwischenstaatlichen Handel zu beeinträchtigen. Aufgrund des erweiterten Vorrangs des europäischen Wettbewerbsrechts kann deutsches Recht insoweit nicht vom europäischen Recht abweichen. Aus diesen Gründen wurden auch die speziellen Regelungen über Spezialisierungskartelle, Strukturkrisenkartelle, Rationalisierungskartelle und Einkaufsgemeinschaften aufgehoben. Sie alle unterliegen dem Kartellverbot, können jedoch im Einzelfall nach § 2 Abs. 1 GWB von der Kartellbehörde genehmigt werden.